# Padea, Dolj
Padea este un sat în comuna Drănic din județul Dolj, Oltenia, România.
În Padea s-a născut Nicolae Dinculeanu (n. 26 februarie 1925), matematician, profesor universitar, membru de onoare al Academiei Române. 
Primar al acestei comune este : Dragoș Cătălin Călin